# Kosrae
Kosrae (ausgesprochen [koˈʃraːeː], früher Kusaie, Ualan oder Strong(’s) Island) ist eine Insel im Zentralpazifik. Sie bildet mit acht weiteren Inseln geographisch die gleichnamige Gruppe der Kosrae-Inseln sowie politisch den östlichsten Bundesstaat der Föderierten Staaten von Mikronesien.

## Geographie
Kosrae ist die zweitgrößte einzelne Insel der Föderierten Staaten von Mikronesien und gehört zum Archipel der Karolinen. Hauptort der Insel und des Bundesstaats Kosrae ist der kleine Ort Tofol an der Ostküste. Die Landfläche beträgt 108 km² (ohne Nebeninseln).
Die Landschaft ist hügelig und von tropischen Regenwäldern und fünf größeren Flüssen geprägt. Von den zahlreichen Wasserfällen werden die Sipyen Falls (neun Meter) beim Dorf Utwe am meisten besucht. Die höchsten Erhebungen sind der Mount Finkol (634 m) und der Mount Ohma. Eine Besonderheit der Insel ist, dass sie als einzige Felseninsel Mikronesiens von einem Korallenriff umgeben ist. Innerhalb dieses Riffs liegen acht kleine Nebeninseln. Größte, wichtigste und einzige bewohnte Nebeninsel ist Lelu in der an den Hauptort Tofol angrenzenden Bucht. Kleinere Nebeninseln von Kosrae, alle küstennah, sind Kiul (Gabert), Mutunyal, Sroansak, Srukames, Yen Yen, Yenasr und die Flughafeninsel.
Da Kosrae, wo die Temperatur das ganze Jahr lang konstant zwischen 28 und 32 Grad Celsius beträgt, außerhalb des Taifungürtels liegt, wird es relativ selten von Wirbelstürmen heimgesucht. Mit rund 5000 mm Niederschlag pro Jahr gehört Kosrae – wie auch Pohnpei – zu den regenreichsten Inseln der Erde.

## Geschichte

Die Bucht von Kosrae bei Ebbe
Historische Aufnahme zur deutschen Kolonialzeit um 1910

Kosrae wurde wahrscheinlich im 1. Jahrtausend v. Chr. von Polynesien aus besiedelt. Allerdings ist eine genaue Bestimmung der ersten Besiedelung nicht möglich, da im Gegensatz zu anderen größeren mikronesischen Inseln keine vorkolonialen Steinbauten gefunden worden sind. Auf der östlich vorgelagerten Insel Lelu wurden Ruinen aus dem 15. Jahrhundert gefunden.
1529 wurde Kosrae von spanischen Seefahrern erstmals gesichtet, doch erst 1824 betraten Europäer die Insel nach der Ankunft des französischen Schiffes La Coquille, das später in Astrolabe umbenannt wurde, unter Kapitän Louis-Isidore Duperrey. Kosrae zählte zu diesem Zeitpunkt vermutlich rund 10.000 Einwohner, doch fast alle starben an von Walfängern, Sklavenjägern und Piraten eingeschleppten Krankheiten. Als 1852 die ersten Missionare Kosrae erreichten, lebten dort nur noch 300 Menschen. Seit dem 16. Jahrhundert war Kosrae offiziell im Besitz Spaniens, im Jahre 1885 wurde es an Deutschland verkauft und damit eine Kolonie des Deutschen Reiches. Die ersten Kokosplantagen wurden in dieser Zeit angelegt. Im Ersten Weltkrieg wurde die Insel von Japan besetzt und blieb bis 1945 in japanischem Besitz.
Kosrae wurde während des Zweiten Weltkrieges von japanischen Truppen besetzt, jedoch nicht direkt im Rahmen des „Inselspringens“ von den USA angegriffen. Allerdings wurden mehrere vor der Küste der Insel liegende japanische Schiffe versenkt, die heute als gut erhaltene Wracks einen touristischen Anziehungspunkt darstellen. An den Hängen des Mount Mutunte und des Mount Toro wurden von den Japanern Bunker und Tunnel angelegt. Wegen der Bombardierung japanischer Stellungen durch die amerikanische Luftwaffe flohen die meisten Einwohner Kosraes von der Küste in den Urwald im Inneren der Insel. Nach Kriegsende wurde Kosrae Teil des Treuhandgebietes Pazifische Inseln der USA.
Am 10. Mai 1979 ratifizierte Kosrae die Verfassung der Föderierten Staaten von Mikronesien und wurde mit der offiziellen Unabhängigkeit am 3. November 1986 integraler Bestandteil dieser neuen Nation.

## Flora und Fauna

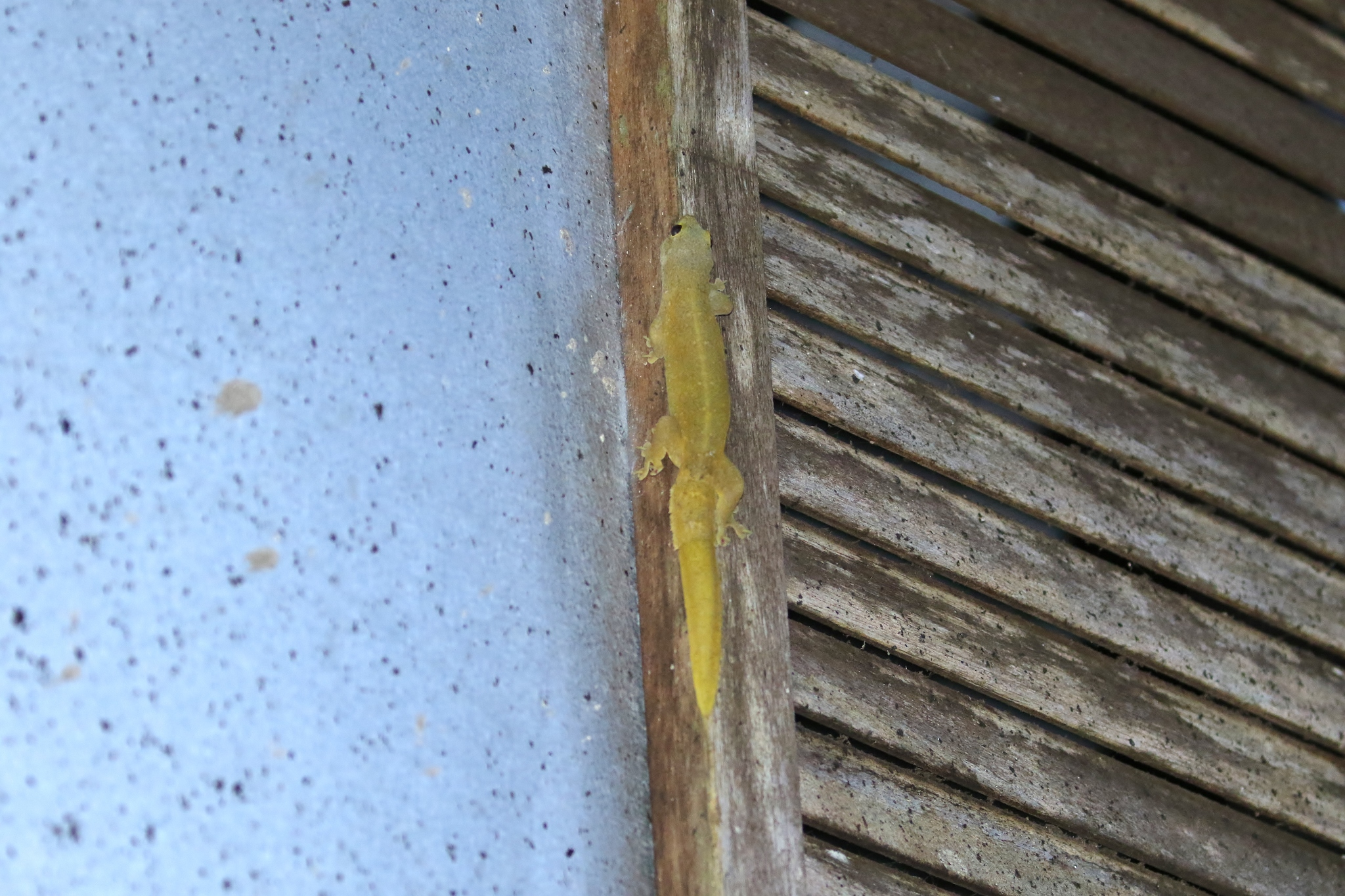
Perochirus ateles an einem Haus auf Kosrae

Kosrae ist Heimat des endemischen Kosrae-Flughunds (Pteropus ualanus), dessen Bestände nach IUCN-Angaben gefährdet sind. Auf Kosrae kommen insgesamt 36 Vogelarten vor; besonders artenreich sind Schnepfenvögel mit acht Arten. Zwei endemische Vogelarten – das Kosrae-Sumpfhuhn und der Kosrae-Singstar – sind bereits ausgestorben. Zu den Reptilien zählen die Geckoart Perochirus ateles, der Mangroven-Schlankskink (Emoia atrocostata), die Skinke Emoia cyanogaster und Ornithuroscincus noctua. An der Küste kommt die Plättchenseeschlange vor.

## Wirtschaft

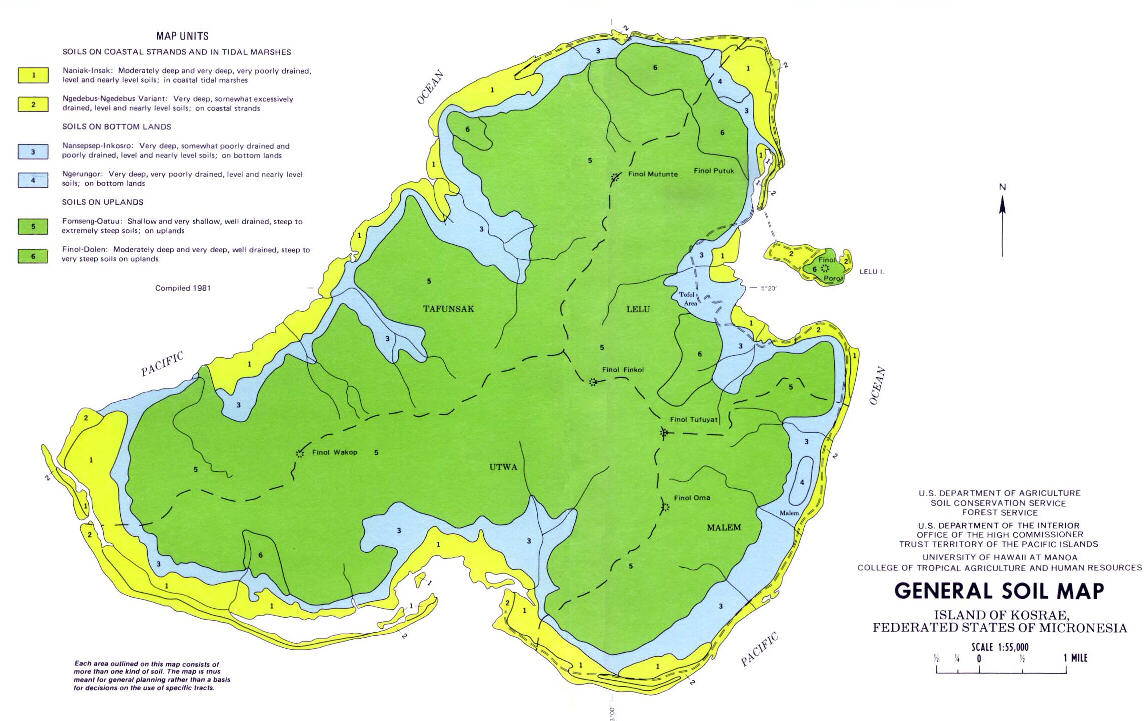
Bodenkarte mit Gemeindegrenzen

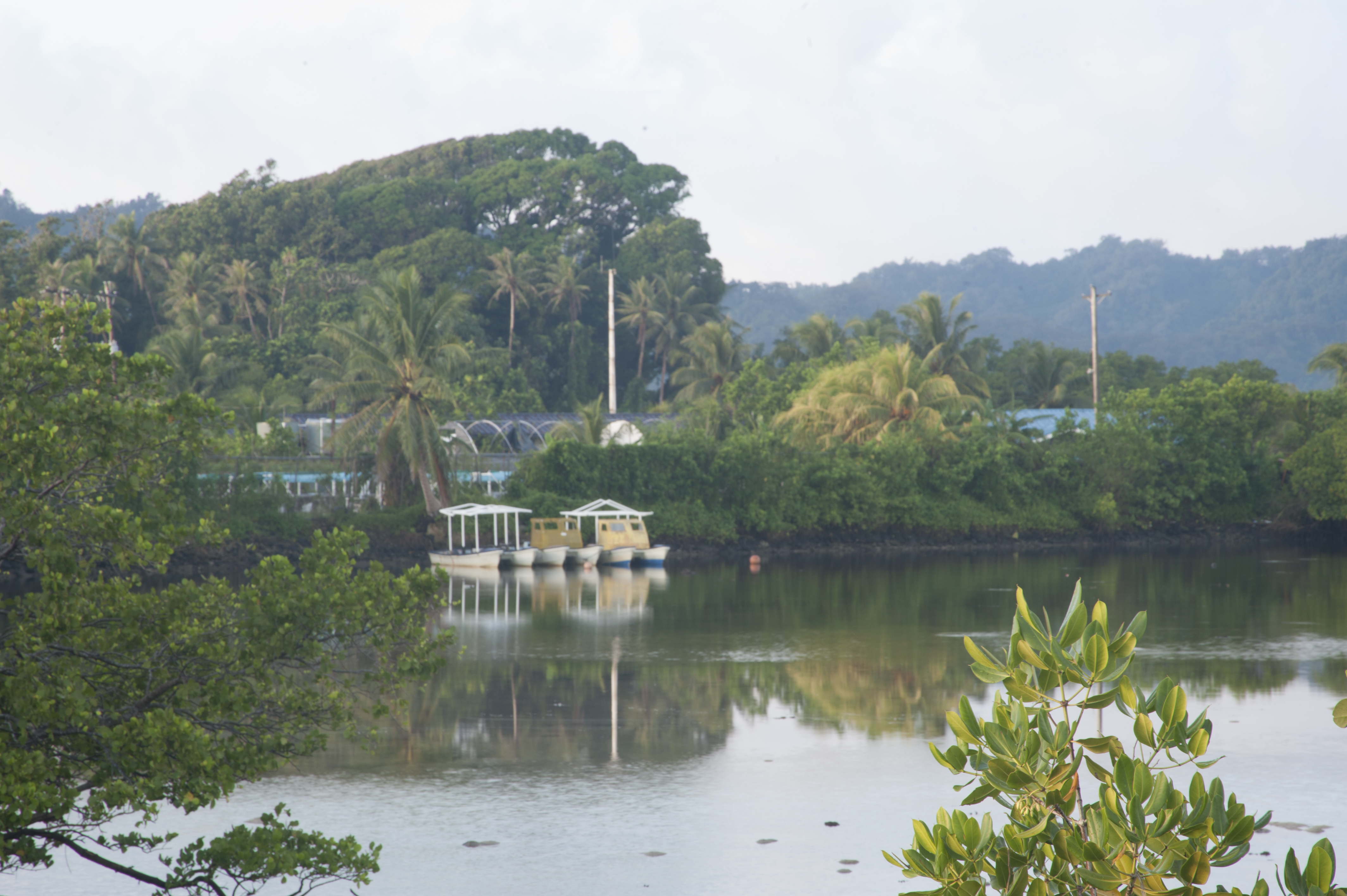
Kosrae 2015

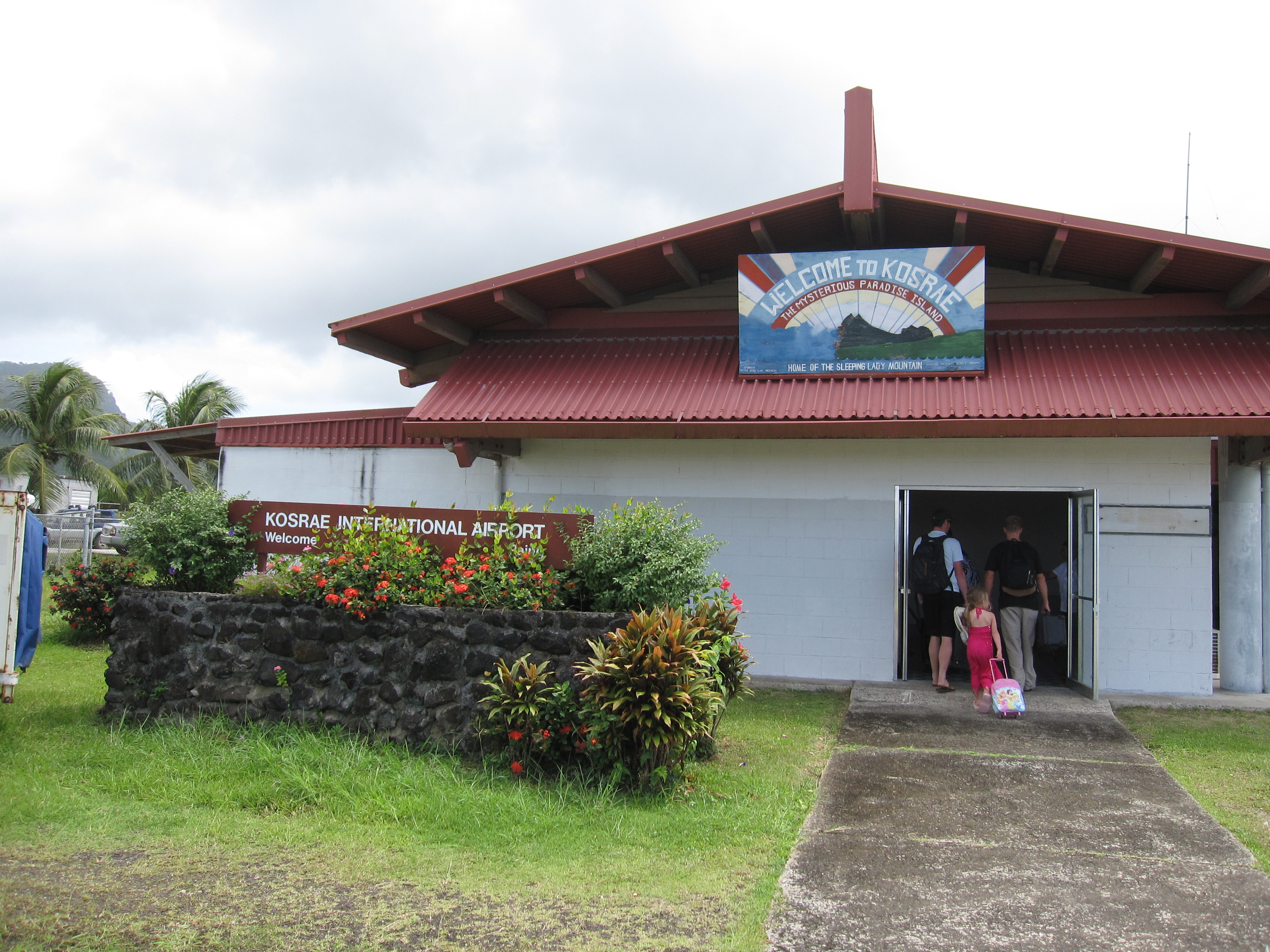
Flughafen Kosrae

Einziger bedeutender Wirtschaftszweig ist der Tourismus; größte Arbeitgeber sind Einrichtungen der Regierung sowie der internationale Flughafen Kosrae, der auf einer künstlichen Insel vor Kosraes Nordwestküste liegt.
Große Teile der Bevölkerung leben allerdings noch immer überwiegend von subsistenzieller Landwirtschaft. Angebaut werden vor allem Brotfrucht, Stachelannone, Taro und Bananen.

## Kultur
Noch älter als die Ruinen auf der kleineren Nachbarinsel Lelu sind vermutlich die Ruinen im Menke Valley im Inneren von Kosrae, zwischen denen die Reste eines Tempels zu sehen sind, in dem die Göttin Sinlaku, die Göttin der Brotfrucht, gelebt haben soll. Der Überlieferung nach verließ die Göttin Sinlaku die Insel Kosrae und begab sich zur Insel Yap, bevor 1852 die ersten christlichen Missionare eintrafen. Möglicherweise sind die Ruinen, die sich rund 70 Meter über dem Meeresspiegel im Tal des Menke River unweit der Quelle des Infal Menka nördlich des Dorfes Utwe befinden, die ältesten der gesamten Föderierten Staaten von Mikronesien.
Im Kosrae State History Museum im Hauptort Tofol sind verschiedene Kunstwerke zu sehen.
Etwa 90 % der Einwohner von Kosrae gehören heute der Congregational Church an, der Alltag wird stark von traditionellen christlichen Werten und Normen sowie vom Familienleben geprägt.

## Infrastruktur
Kosrae verfügt über eine Küstenstraße, die von Okat, wo sich der Flughafen befindet, an der Ostküste entlang über Tofol und Utwe nach Walung verläuft, aber nicht den Westen der Insel erschließt. Der Flughafen Kosrae, von dem aus u. a. Verbindungen nach Guam und Honolulu bestehen, wurde auf einer künstlich geschaffenen Insel im Nordwesten angelegt, die mit dem 150 m entfernten Kosrae über einen Damm verbunden ist. Der Hauptort Tofol verfügt über ein Krankenhaus, ein Postamt und zwei Banken. In einigen Orten gibt es Unterkünfte für Touristen. Zum Tauchen, Surfen und Schwimmen bieten sich der Tafunsak Marine Park und der Lelu Marine Park an. Der Ort Walung ist für seinen weißen Sandstrand, den längsten der Insel, bekannt.